# IC 2556
IC 2556 је спирална галаксија у сазвјежђу Шмрк (Пумпа) која се налази на листи објеката дубоког неба у Индекс каталогу.
Деклинација објекта је - 34° 43' 42" а ректасцензија 10h 12m 37,5s. Привидна величина (магнитуда) објекта IC 2556 износи 13,6 а фотографска магнитуда 14,3. Налази се на удаљености од 37,217 милиона парсека од Сунца. IC 2556 је још познат и под ознакама ESO 374-42, MCG -6-23-12, AM 1010-342, IRAS 10104-3428, PGC 29727.